# عقد 1430
عقد 1430 هو عقد امتد بين 1 يناير 1430 و31 ديسمبر 1439 بحسب التقويم الميلادي. سبقه عقد 1420 ولحقه عقد 1440.

## أحداث
- قائمة مسلسلات رمضان 2013 (1434)

## مواليد
- جون نيفيل (1431)
- أبو العباس الونشريسي (1431)
- أندريا مانتينيا (1431)
- بياتريس من البرتغال (1430)
- جاسبر تيودور (1431)
- ويليام هاستينغز (1431)
- جيمس الثاني ملك اسكتلندا (1430)
- مارغريت أنجو (1430)
- كانو ماسانوبو (1434)
- جيجك خاتون (1431)
- ابن العيني (1433)

## وفيات
- ألان شارتييه (1430)
- تشنغ خه (1433)
- علي بن أحمد المهائمي (1431)
- يانوس ملك قبرص (1432)
- أبو عبد الله محمد الثامن (1431)
- دهماء بنت يحيى (1434)
- فيتاوتاس (1430)
- العباس المستعين بالله (1430)
- نعمة الله ولي (1431)
- بيكاردا بويري (1433)
- فيليبا الإنجليزية (1430)

## كتب
- Yves Denis Papin (1998). Chronologie de l'histoire ancienne. Lieu de publication non identifié: Éditions Jean-paul Gisserot. ISBN:2-87747-346-5. OCLC:40746926. مؤرشف من الأصل في 2022-03-16.
- موسوعة حضارة العالم (2002) لأحمد محمد عوف.

## روابط خارجية
- تصفح سنة بسنة عقد 1430 على موقع onthisday.com
- تصفح سنة بسنة عقد 1430 ابتداءً من سنة عقد 1430 على موقع المكتبة الوطنية الفرنسية